# 천쯔한
천쯔한(중국어: 陈紫函, 병음: Chén Zǐ Hán, 한자음: 진자함, 1975년 4월 2일 ~ )은 중화인민공화국의 배우이다. 충칭시 출신으로, 본명은 천사사(陈莎莎).

## 방송
- 야천자
- 불가능완성적임무
- 유해희금섬
- 천천유희지인간유애
- 궁중첩전

## 영화
- 불가능완성적임무 (2016년)
- 천천유희2지인간유애 (2016년)
- 유해희금섬 (2016년)
- 엽마 (2015년)
- 천천유희 (2013년)
- 지역무문 (2012년)
- 활불제공 3 (2012년)
- 밀사 (2012년)
- 취상뢰저니 (2011년)
- 양문여장 (2011년)
- 신화 (2010년)
- 연애병법 (2008년) - 밍밍 역
- 신조협려 (2006년)